# Lac des Ozarks
Le lac des Ozarks est un grand réservoir créé par la retenue de la rivière Osage dans la partie nord des monts Ozarks, dans le centre de l'État américain du Missouri. 

## Géographie
Le bassin de retenue date des années 1930 et s'étend sur trois cours d'eau tributaires de la rivière Osage : la rivière Niangua, le ruisseau Grandglaize et le ruisseau Gravois. Le lac a une superficie de 220 km2, 1 850 km de littoral et le chenal principal du bras Osage s'étend sur 148 km de bout en bout. L'aire totale de drainage est de plus de 36 000 km2. La forme du lac, en serpentin, lui a valu le surnom de Magic Dragon (en français : Dragon magique), ce qui a inspiré les noms d'institutions locales telles que le Magic Dragon Street Meet.

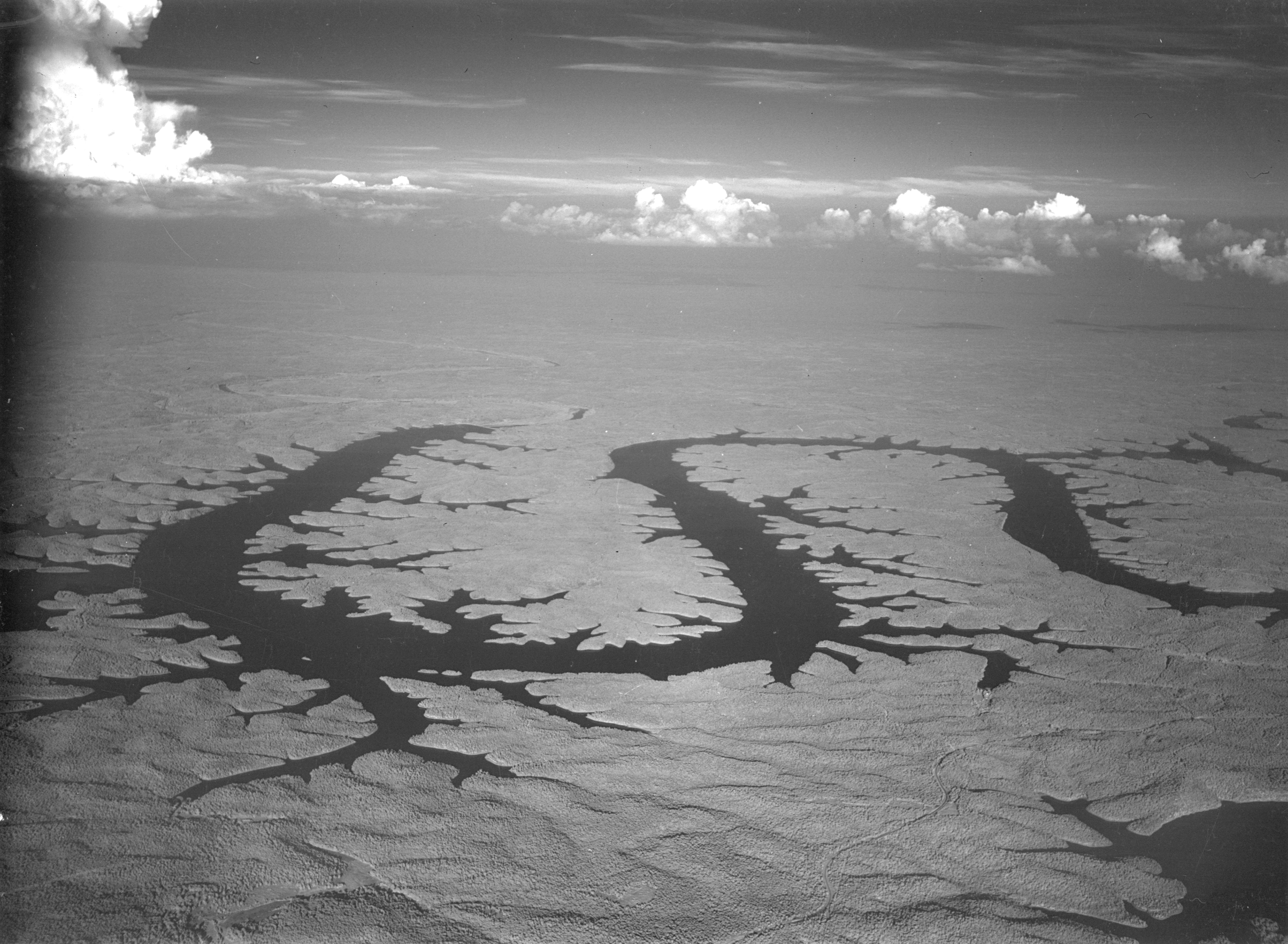
Vue aérienne du dragon du Missouri.